# Amorphomyces obliqueseptatus
Amorphomyces obliqueseptatus är en svampart som beskrevs av Thaxt. 1902. Amorphomyces obliqueseptatus ingår i släktet Amorphomyces och familjen Laboulbeniaceae.   Inga underarter finns listade i Catalogue of Life.